# Jukka Haavisto
Jukka Haavisto (* 17. März 1981 in Järvenpää) ist ein finnischer Fusionmusiker (Bassgitarre, Komposition).
Haavisto absolvierte 2016 sein Masterstudium an der Universität Stavanger. Er spielte mit Bands wie Bossapoika, Beat, Bass & Bone, Heiskanen Bayatz Baharat, VENHA sekä Helsinki Headnod Convention und ist bekannt für seine Technik an der bundlosen Bassgitarre, seine Improvisationsfähigkeiten und Kompositionen aus Jazz, Fusion und World Music Fusion. 2022 legte er unter eigenem Namen mit Gitarrist Johannes Granroth, Keyboarder Vili Itäpelto und Schlagzeuger Severi Sorjonen sein Album Reflections vor.

## Diskographie (Auswahl)
- Bel Vel: Bel Vel (2013)
- Beat, Bass & Bone: Beat, Bass & Bone (2016)
- Bossapoika: Painottomat (Royal Mint Records 2017)
- Bossapoika: Toinen (Royal Mint Records 2018)
- Helsinki Headnod Convention: Mindfuckfulness for Self-helpless Cognitive Misers (Record Breakin’ 2021)
- Reflections (Eclipse Music 2022)